# Alter jüdischer Friedhof (Warendorf)

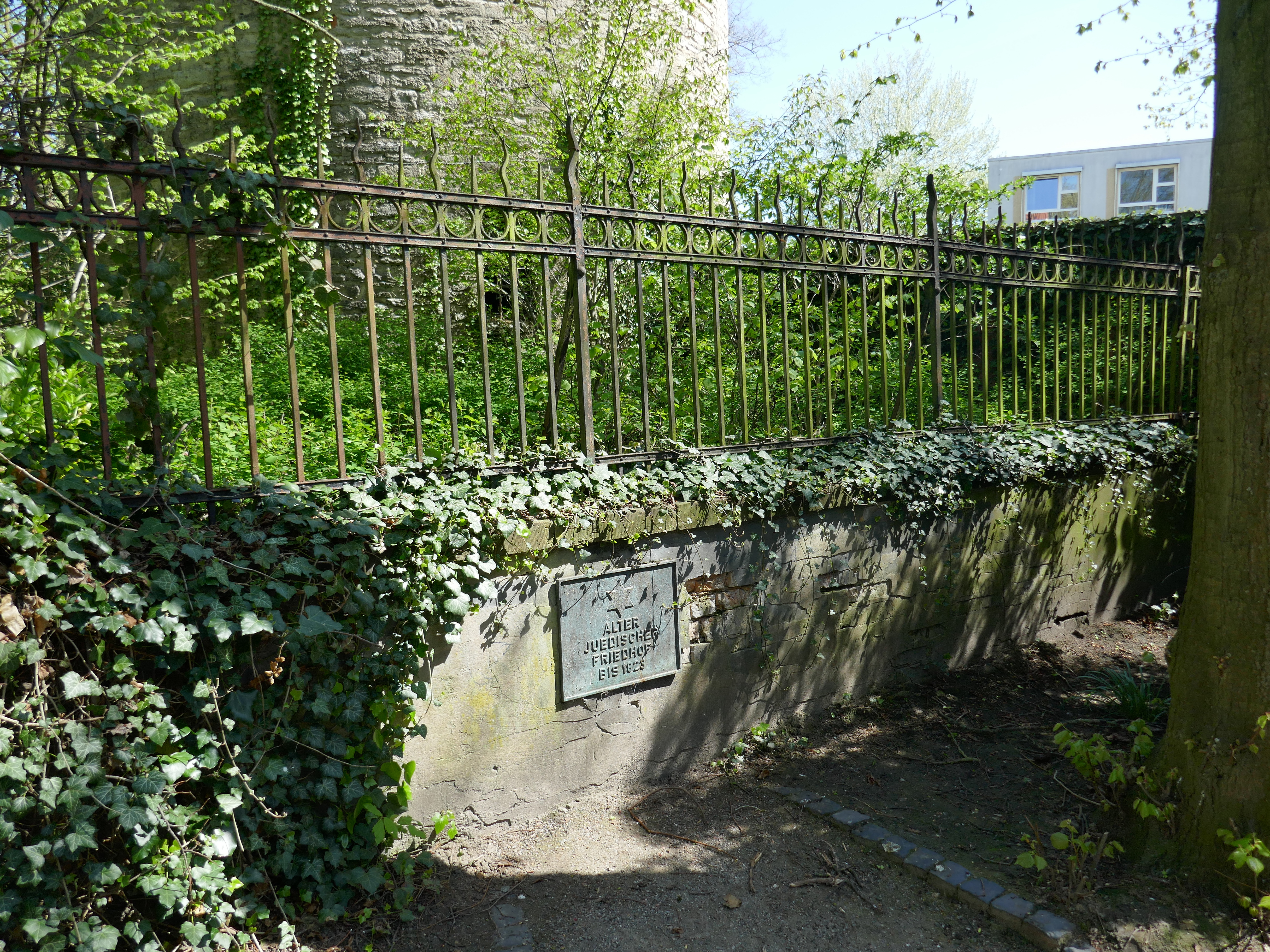
Alter jüdischer Friedhof am Bentheimer Turm

Der Alte jüdische Friedhof Warendorf befindet sich in der Stadt Warendorf im Kreis Warendorf in Nordrhein-Westfalen. Als jüdischer Friedhof ist er ein Baudenkmal und unter der Denkmalnummer 378 in der Denkmalliste eingetragen. 
Auf dem Friedhof Am Bentheimer Tor/Judenwall/Klosterpromenade, der von 1772 bis 1823 belegt wurde, sind drei Grabsteine erhalten. 